# Grande Arche d'Hiroshima
La Grande Arche est un stade de football, situé à Hiroshima, dans la préfecture de Hiroshima au Japon. 
Inauguré en 1992, il était le terrain de jeu du Sanfrecce Hiroshima jusqu'à son déménagement au Edion Peace Wing Hiroshima en 2024. Il a une capacité de 50 000 places.